# Adam Drohojowski
Adam Drohojowski herbu Korczak – stolnik bielski w 1697 roku.
Był elektorem Augusta II Mocnego z ziemi lwowskiej i przemyskiej w 1697 roku, jako deputat podpisał jego pacta conventa. 
Pochowany 13 maja 1700 w grobowcu braci w podziemiach kościoła Franciszkanów Reformatów w Przemyślu. 